# Карано
Карано (італ. Carano) — муніципалітет в Італії, у регіоні Трентіно-Альто-Адідже,  провінція Тренто.
Карано розташоване на відстані близько 500 км на північ від Рима, 35 км на північний схід від Тренто.
Населення — 1087 осіб (2014).
Щорічний фестиваль відбувається 6 грудня. Покровитель — святитель Миколай чудотворець.

## Демографія
Населення за роками:

Станом на 31 грудня 2014 року в муніципалітеті офіційно проживали 53 іноземці з 13 країн, серед них 15 громадян країн Євросоюзу та 4 громадяни України.

## Сусідні муніципалітети
- Альдіно
- Антериво
- Кастелло-Моліна-ді-Фіємме
- Кавалезе
- Даяно
- Тродена